# Neacreotrichus vitttiventris
Neacreotrichus vitttiventris är en tvåvingeart som först beskrevs av Daniel William Coquillett 1904.  Neacreotrichus vitttiventris ingår i släktet Neacreotrichus och familjen svävflugor. Inga underarter finns listade i Catalogue of Life.